# Eclissi solare del 21 settembre 1941
L'eclissi solare del 21 settembre 1941 è un evento astronomico che ha avuto luogo il suddetto giorno attorno alle ore 4.34 UTC.
L'eclissi, di tipo totale, è stata visibile in alcune parti dell'Asia, (Cina, Kazakistan, India e Uzbekistan), della Russia e dell'Oceania (Australia) e si è conclusa nell'Oceano Pacifico.
La durata della fase massima dell'eclissi è stata di 3 minuti e 22 secondi, avutasi in Cina tra i paesi di Waitunxiang e Chengyuanxiang; l'ombra lunare sulla superficie terrestre ha raggiunto una larghezza di 143 km.
L'eclissi del 21 settembre 1941 divenne la seconda eclissi solare nel 1941 e la 96ª nel XX secolo. La precedente eclissi solare si è verificata il 27 marzo 1941, la seguente il 16 marzo 1942.

## Percorso e visibilità
L'evento si è manifestato all'alba locale in Unione Sovietica nel sud-ovest,  ora territorio della Federazione Russa di Stavropol; in seguito l'ombra si è diretta a est attraverso il Mar Caspio, il lago d'Aral e attraverso la parte meridionale dell'Unione Sovietica ora Federazione Russa, Kazakistan, Kirghizistan ed entrando nel territorio della Cina raggiungendo il punteggio di massima eclissi nella contea di Zhenghe della provincia del Fujian, Taiwan. In seguito l'ombra ha varcato il mare ed ha attraversato la parte settentrionale dell'isola di Taiwan e alcune delle Isole Ryukyu e delle Isole Marshall. L'evento è terminato nel nord-est delle Isole Marshall al tramonto.

## Osservazioni a fini scientifici
Alla sesta riunione plenaria dell'Unione Astronomica Internazionale tenutasi a Stoccolma, Svezia, nel 1938, i rappresentanti di Cina e Giappone hanno entrambi espresso la speranza di spedire gli strumenti necessari in Cina e aiutare gli astronomi di vari paesi a recarsi in Cina per osservare l'eclissi solare totale; tuttavia, a causa della guerra in corso cinese in ottica anti-giapponese che è scoppiata in molte parti della Cina controllate dai giapponesi ciò non fu possibile.
Il China Solar Eclipse Observation Committee, istituto organizzato alcuni anni prima dall'astronomo cinese Gao Lu allo scopo di studiare l'eclissi del 1946 e del 1941, ha comunque inviato due squadre di osservazione: Zhang Yuzhe e Gao Lu hanno guidato la squadra nord-occidentale nella contea di Lintao, nella provincia di Gansu, concentrandosi sulle osservazioni astronomiche, mentre un'altra squadra si è diretta a sud-est nella contea di Chong'an, provincia del Fujian (ora città di Wuyishan), concentrandosi sulle osservazioni astronomiche e geomagnetiche.
Per garantire un'osservazione sicura fu stanziato un reggimento di artiglieria nei pressi di Lintao oltre a venti aerei da combattimento dislocati all'aeroporto di Lanzhou pronti ad intercettare eventuali aerei giapponesi. Quando il gruppo di osservazione arrivò per la prima volta a Lintao, il tempo locale non fu buono per molti giorni consecutivi, con la nebbia presente la mattina dell'eclissi che fortunatamente si dissipò durante l'evento. 
L'osservazione ebbe successo. Sono stati Furono ottenuti più di 170 dati misurati e fu registrata l'ora esatta dell'eclissi. Sono state scattate pellicole dello spettro della cromosfera solare, il processo di eclissi solare e tre foto della corona; la luminosità della corona è stata misurata e risultata essere 0,37 volte quella della luna piena.
Il gruppo di studio geomagnetico sudorientale ha misurato i cambiamenti nel campo geomagnetico durante l'eclissi totale. 
L'Accademia delle scienze sovietica (predecessore dell'Accademia delle scienze russa) iniziò i preparativi per l'osservazione dell'eclissi solare totale nel 1939. Inizialmente, era prevista la partecipazione di 28 organizzazioni, ma a causa dello scoppio della seconda guerra mondiale furono formate solo sette squadre scientifiche. I siti di osservazione erano ad Almaty e Kyzylorda, ora situate in Kazakistan. Nel primo sito si riscontrò un cielo sereno e furono ottenuti molti risultati; nel secondo sito sebbene fosse nuvoloso furono scattate diverse foto.

## Eclissi correlate

### Eclissi solari 1939 - 1942
Questa eclissi è un membro di una serie semestrale. Un'eclissi in una serie semestrale di eclissi solari si ripete approssimativamente ogni 177 giorni e 4 ore (un semestre) in nodi alternati dell'orbita della Luna.

### Ciclo di Saros 143
L'evento fa parte del ciclo 143 di Saros, che si ripete ogni 18 anni, 11 giorni, contenente 72 eventi. La serie è iniziata con un'eclissi solare parziale il 7 marzo 1617 e un evento totale dal 24 giugno 1797 al 24 ottobre 1995. Il ciclo comprende eclissi ibride dal 3 novembre 2013 al 6 dicembre 2067 ed eclissi anulari dal 16 dicembre 2085 al 16 settembre 2536. La serie termina al membro 72 con un'eclissi parziale il 23 aprile 2873. La durata più lunga della totalità è stata di 3 minuti e 50 secondi il 19 agosto 1887. Tutte le eclissi di questa serie si verificano nel nodo ascendente della Luna.